# Girls (Aespa)
Girls è il secondo EP del girl group sudcoreano Aespa, pubblicato l'8 luglio 2022 dalla SM e Warner.

## Tracce
1. Girls – 4:00
2. Illusion (Dokkaebibul) – 3:15
3. Lingo – 2:36
4. Life's Too Short – 2:58
5. ICU (Swieogado dwae) – 3:41
6. Life's Too Short (English Version) – 2:58

Tracce bonus nell'edizione digitale
1. Black Mamba – 2:54
2. Forever (Yaksok) – 4:58
3. Dreams Come True – 3:24

## Formazione
- Karina
- Giselle
- Winter
- Ningning